# Xangri-lá
Xangri-lá is een gemeente in de Braziliaanse deelstaat Rio Grande do Sul. De gemeente telt 11.721 inwoners (schatting 2009).